# Ascolepis trigona
Ascolepis trigona är en halvgräsart som beskrevs av Paul Goetghebeur. Ascolepis trigona ingår i släktet Ascolepis och familjen halvgräs. Inga underarter finns listade i Catalogue of Life.